# Тварь Питера Бенчли
«Тварь Питера Бенчли» (англ. Creature — «создание») — американский фильм ужасов 1998 года по сценарию Питера Бенчли, автора знаменитых «Челюстей».

## Сюжет
В конце 60-х годов безумный профессор-генетик Бишоп задумал вывести двуногую акулу с инстинктом убийцы и разумом человека для военных целей — уничтожения противника во Вьетнаме. Наравне с ней были созданы генетически модифицированные полуакулы-полудельфины, которых эта тварь благополучно съела, проникнув в их бассейн; а когда она попыталась вырваться из научно-исследовательской лаборатории, то некто Пенистон, помогавший создавать чудовище, не стал его убивать и отпустил на волю из чувства жалости. Сам же доктор Бишоп стал первой жертвой своих экспериментов, оставив после себя только многие книги и дневники (научные материалы) по системе размножения акул и их генетике. У его удивительного создания была аномальная мускулатура тела, четырёхпальцевые лапы с длинными когтями, сильные ноги и очень схожая с большой белой акулой внешность. Прошло 30 лет после ужасного вышедшего из-под контроля эксперимента, и в мирную жизнь тихого острова в Карибском море, где расположилась лаборатория доктора Саймона Чейза и его бывшей жены Аманды, ворвалось ужасное, никогда не виданное чудовище, наводя страх на все живое.
После нескольких смертей невинных людей главные герои при помощи «сумасшедшего» Пенистона находят люк в своей лаборатории, куда спускаются и осматривают затопленные водой коридоры. На Аманду нападает тот самый монстр, которого они уже видели на подводных видеокамерах после убийства им местного жителя-негра во время его прыжков в воду, и ранит её в плечо. После непродолжительной погони тварь сначала выбрасывается на бетонный пол лаборатории из воды и сперва задыхается, но потом у неё развиваются легкие и проявляется способность ходить по суше. Саймон Чейз закрывает крышку люка, дабы не дать монстру вылезти из коридоров внутрь помещений лаборатории. Но после причаливания к берегу, когда Макс (сын супружеской четы Чейзов) падает в воду, пытаясь прикрепить катер к берегу, на поверхности воды показывается уродливая голова существа, которое, однако, не убивает Макса, а задумчиво на него смотрит. Оказывается, оно учится выбирать своих жертв и выживать в борьбе против человека. Кроме того, тварь ломает и хитроумно заново устанавливает ловушки местного высокомерного рыбака Паккета, в одну из которых впоследствии заманивает его самого и жестоко убивает. Данный монстр обладает ещё и способностью размножаться, но не с себе подобными существами (полуакулами-полулюдьми), а с самками белой акулы — поэтому его нужно уничтожить как можно скорее, пока не расплодилось. Саймон Чейз звонит на военную базу США, разговаривая со спецагентом Ричмондом, ставшим свидетелем освобождения чудовища из лаборатории Бишопа 30 лет назад. Местный полицейский-негр Полли не верит необычным рассказам Чейза о появившейся твари, зато его дочь Элизабет, которая дружит с Максом, вскоре видит данное существо на болоте, где она вместе с Максом обнаруживает голову рыбака Паккета в его собственных сетях. Пенистона почти все считают ненормальным, однако он — один из немногих свидетелей и участников создания чудовища.
Ричмонд прилетает на остров и при помощи своих верных бойцов ищет хитрую тварь в пещерах под лабораторией, хотя её там не оказывается. Кроме того, Ричмонд уничтожает все материалы погибшего доктора Бишопа в лаборатории Чейзов, несмотря на сильный протест Саймона Чейза — ведь, рассекретив дневники Бишопа, они могли бы спасти многих людей от раковой болезни. После нападения существа на Макса и Элизабет в доме Тауны (подружки Толмана) Ричмонд ведет своих людей на болота, где весь спецотряд погибает, будучи заманен в ловушку, а выживают только Саймон и Полли. Толман отвозит Тауну к её брату, а сам остается в лаборатории и на острове вообще, чтобы помочь Чейзам уничтожить мерзкое чудовище, которое впоследствии убивает морского льва Аманды Робина, заплывшего в пещеру под лабораторией в поисках твари по приказу Саймона и Аманды. Пенистон и Толман открывают люк, ведущий в подводные коридоры их лаборатории, и спускаются внутрь, где находят тварь, с удовольствием пожирающую тело морского льва. Толман не успевает выстрелить, и чудовище выбивает ружье у него из рук, а Пенистон не может выстрелить в существо.
При помощи звукового прибора Пенистон заманивает чудовище через люк в лабораторию, где Саймон Чейз сначала бьёт его огнетушителем (впрочем, безуспешно), а затем наносит порез на ноге острым ножом и заманивает в специальную камеру. Пенистон не хочет уходить оттуда и попадается в лапы к твари, когда Чейз закрывает дверь снаружи. Сперва ломается генератор электричества, который затем быстро был отремонтирован Амандой. Пенистон погибает в страшных зубах монстра, а Саймон тем временем резко повышает давление в закрытой камере, и тварь начинает чувствовать себя неудобно. В конце концов Чейз видит, что давление постепенно понижается, и он разбивает ломом стекло окна в камере, чтобы произошёл эффект взрывной декомпрессии. Чудовище разлетается на куски, и вся компания из четырёх человек благополучно направляется к катеру, празднуя победу.

## В ролях
- Крэйг Нельсон — Саймон Чейз
- Ким Кэттролл — доктор Аманда Мэйси
- Колм Фиори — адмирал Энтони «Тони» Ричленд
- Кресс Уильямс — Высокий человек
- Майкл Рейлли Бурк — Адамович «Адам» Пакетт
- Блю Манкума — шеф Ролли Гибсон
- Майкл Мишель — Тауна
- Мэтью Кэри — Макс Чейз
- Мегалин Эчиканвоке — Элизабет Гибсон
- Джон Эйлуорд — Бенджамин «Бен» Мадейр
- Джанкарло Эспозито — лейтенант Томас Пенистон
- Гэри Райнеке — доктор Эрнест Бишоп
- Брайан Стил — Существо

## Критика
Дэрил Миллер из Los Angeles Times назвал мини-сериал «беззубым» и написал, что его цель «в том, чтобы перейти от одного дешевого удовольствия к другому».